# Laurence Borremans
Pour les articles homonymes, voir Borremans.
Laurence Borremans (4 février 1978, Limal (Wavre, Brabant wallon)) a été élue Miss Belgique 1996 et demi-finaliste de Miss Monde la même année.
Elle s'est mariée en novembre 2006 avec le pilote automobile David Saelens.